# Departamento General José de San Martín
Das Departamento General José de San Martín ist eine von 23 Verwaltungseinheiten der Provinz Salta. Es liegt im Norden der Provinz Salta in Nordwestargentinien und grenzt im Norden an Bolivien, im Osten an das Departamento Rivadavia und im Süden und Westen an das Departamento Orán. Die Hauptstadt des Departamentos ist Tartagal.

## Städte und Gemeinden
Das Departamento General José de San Martín ist in folgende Gemeinden (Municipios) aufgeteilt:
- Acambuco
- Aguaray
- Angostura
- Campamento Vespucio
- Campichuelo
- Campo Durán
- Coronel Cornejo
- Corralito
- Dragones
- El Espinillo
- Embarcación
- General Ballivián
- General Mosconi
- Hickmann
- La Quena
- Luna Muerta
- Misión Carboncito
- Misión Chaqueña
- Misión Salim
- Padre Lozano
- Piquirenda
- Pocitos
- Pocoy
- Pozo Bravo
- Salvador Mazza
- Río Seco
- Senda Hachada
- Senillosa
- Tartagal
- Tobantirenda
- Tonono
- Yacuy
- Yariguarenda
- Zanja del Tigre